# آرجنتینا برونتی
آرجنتینا برونِتی (اسپانیایی: Argentina Brunetti‎؛ ۳۱ اوت ۱۹۰۷ – ۲۰ دسامبر ۲۰۰۵) یک هنرپیشه اهل آرژانتین بود.
از فیلم‌هایی که در آن نقش داشته می‌توان به چه زندگی شگفت‌انگیزی، گیلدا، دانوب سرخ، دختر عموی من ریچل، کالیفرنیا اشاره کرد.